# Osterberg (Giesener Berge)
Der Osterberg zwischen Emmerke und Himmelsthür im niedersächsischen Landkreis Hildesheim ist eine etwa 181 m ü. NHN hohe Erhebung der zum Innerstebergland gehörenden Giesener Berge.

## Geographie

### Lage
Der Osterberg liegt im nördlichen Mittelteil der Giesener Berge, die sich nördlich an den bis 358,9 m hohen Hildesheimer Wald anschließen und von dort aus nach Norden streben. Er erhebt sich östlich des Giesener Ortsteils Emmerke und nordwestlich des Hildesheimer Stadtteils Himmelsthür; die Gemeinde- und Stadtgrenze verläuft über den Gipfel der Erhebung. Nach Norden leitet die Landschaft zum (Die) Giesener Berge genannten und bis 162,6 m hohen Nordteil des Höhenzugs, nach Süden zum Finkenberg (222,5 m) und nach Südsüdosten zum Gallberg (ca. 156 m) über. Auf der Erhebung lag früher der Standortübungsplatz Hildesheim.

### Naturräumliche Zuordnung
Der Osterberg gehört in der naturräumlichen Haupteinheitengruppe Weser-Leine-Bergland (Nr. 37), in der Haupteinheit Innerstebergland (379) und in der Untereinheit Hildesheimer Bergland (379.0) zum Naturraum Giesener Berge (379.00).

## Schutzgebiete
Auf den östlichen Bereichen des Osterbergs liegen Teile des Naturschutzgebiets Lange Dreisch und Osterberg (CDDA-Nr. 555546; 2011 ausgewiesen; 2,45 km² groß) und solche des Fauna-Flora-Habitat-Gebiets Haseder Busch, Giesener Berge, Gallberg, Finkenberg (FFH-Nr. 3825-301; 7,42 km²).

## Verkehr und Wandern
Südlich vorbei am Osterberg führt zwischen Emmerke und Himmelsthür in West-Ost-Richtung die Bundesstraße 1, von der die Kreisstraße 102 abzweigt und in Richtung Nordosten durch Himmelsthür verläuft. Zum Beispiel an dieser Straße oder an deren Nebenstraßen, die südöstlich der Erhebung durch Wohngebiete führen, kann der Osterberg erwandert werden.